# バスカ錯体
バスカ錯体 (バスカさくたい、Vaska's complex) は、化学式 IrCl(CO)[P(C6H5)3]2 で表される trans-カルボニルクロロビス(トリフェニルホスフィン)イリジウム(I) (trans-carbonylchlorobis(triphenylphosphine)iridium(I)) の慣用名である。この正方形平面反磁性有機金属錯体は、2つの相互にトランスの関係にあるトリフェニルホスフィン配位子に結合した中央のイリジウム原子と一酸化炭素と塩化物イオンで構成される。この錯体は、1961年にJ. W.DiLuzioとLauri Vaskaによって最初に報告された。バスカ錯体は酸化的付加を受けることが可能であり、酸素と可逆的に結合する能力は注目に値する。明るい黄色の結晶性固体である。

## 調製
合成は、塩化イリジウム塩をトリフェニルホスフィンおよび一酸化炭素源と加熱することにより行う。最も一般的な方法は、溶媒としてジメチルホルムアミド（DMF）を使用し、場合によってはアニリンを添加して反応を促進する。他の一般的な溶媒は2-メトキシエタノールである。合成では、トリフェニルホスフィンは配位子と還元剤の両方として機能し、カルボニル配位子は、おそらく中間体の Ir-COH 種の脱挿入を介して、ジメチルホルムアミドの分解によって生成される。以下は、この複雑な反応の可能なバランスの取れた方程式である。
IrCl3(H2O)3 + 3 P(C6H5)3 + HCON(CH3)2 + C6H5NH2 → IrCl(CO)[P(C6H5)3]2 + [(CH3)2NH2]Cl + OP(C6H5)3 + [C6H5NH3]Cl + 2 H2O
この調製で使用されるイリジウムの典型的なソースは、塩化イリジウム (III) (IrCl3・xH 2O) および IrCl6である。 

## 反応
バスカ錯体に関する研究は、均一系触媒の概念的枠組みを提供するのに役立った。16個の価電子を持つバスカ錯体は「配位的に不飽和」であると考えられているため、1つの2電子、または2つの1電子リガンドに結合して18の価電子で電子的に飽和することができる。2つの1電子配位子の付加は酸化的付加と呼ばれる。酸化的付加により、イリジウムの酸化状態はIr (I) からIr (III) に増加する。開始複合体の4配位の正方形平面配置は、6配位八面体形分子構造に変換される。バスカ錯体は、ハロゲンなどの従来の酸化剤、HClなどの強酸、および求電子試薬として反応することが知られているヨードメタン (CH3I) によって酸化的付加を受けることが知られている。
バスカ錯体は O2 と可逆的に反応する。
IrCl(CO)[P(C6H5)3]2 + O2 ⇌ IrCl(CO)[P(C6H5)3]2O2
2酸素配位子は、サイドオン結合と呼ばれる両方の酸素原子によってIrに結合される。対照的に、ミオグロビンとヘモグロビンでは、O2 がエンドオンで結合し、2つの酸素原子のうちの1つだけを介して金属に結合する。得られた二酸素錯体は、不活性ガスで溶液を加熱またはパージすると、親錯体に戻り、オレンジから黄色への色の変化によって示される。

## スペクトル分析
赤外分光法は、バスカ錯体への酸化的付加の生成物を分析するために使用できる。これは、反応が一酸化炭素の伸縮周波数の特徴的なシフトを引き起こすためである。これらのシフトは、新しく関連付けられたリガンドによって許可されるπバックボンディング (逆供与)の量に依存する。バスカ錯体および酸化的に付加された配位子の CO 伸縮周波数は、文献に記載されている。
- Vaska's complex: 1967 cm−1
- Vaska's complex + O2: 2015 cm−1
- Vaska's complex + MeI: 2047 cm−1
- Vaska's complex + I2: 2067 cm−1

Ir(III) 生成物を生成するための酸化的付加は、Irから Cへのπ結合を弱める。これにより、カルボニル伸縮バンドの周波数が増加する。伸縮周波数の変化は、追加されたリガンドによって異なる。Ir(III) の場合、周波数は常に2000 cm-1より大きくなる。

## 歴史
IrCl(CO)(PPh3)2 の最初の言及は、VaskaとDiLuzioによるものである。密接に関連する IrBr(CO)(PPh3)2 は、1959年に IrBr(CO)(p-toluidine) と PPh3 をアセトン溶液中で処理して錯体を調製した Maria Angolettaによって記述された。1957年、Linda Vallerinoは RhCl(CO)(PPh3)2 を報告した。